# Локомотива
«Локомотива» (хорв. Nogometni klub Lokomotiva Zagreb) — хорватский футбольный клуб из Загреба, выступающий в Первой лиге.

## История
Основанный в 1914 году клуб в течение первых лет своего существования находился в тени городских грандов: «Граджянски», ХАШК и «Конкордии». Наиболее успешным же этапом истории можно считать послевоенные годы, когда команда на протяжении восьми сезонов (1947—1955 гг.) играла в Первой лиге Югославии. Лучший результат — третье место (после «Хайдука» и «Црвены Звезды») в 1952 году. В 1957-м «Локомотива» снова покинула элитный дивизион и до распада СФРЮ на высшем уровне не выступала.
Во времена формирования независимого хорватского футбола футболисты «Локомотивы» участвовали в розыгрышах низших лиг, преимущественно Третьей. После вылета в Четвёртую в 2006 году, команда стала фарм-клубом «Динамо» (Загреб). Подобное сотрудничество положительно сказалось на выступлениях недавнего аутсайдера: сезон 2009/10 футболисты начали уже в Первой лиге. Дабы соответствовать требованиям турнира, команда стала проводить домашние матчи на арене «Динамо» — «Максимир».
В сезоне 2012/13, Локомотив выиграл первые медали в истории. За несколько туров до конца он обеспечил себя досрочно серебряными медалями.

## Достижения
- Серебряный призёр чемпионата Хорватии (2): 2012/13, 2019/20
- Финалист Кубка Хорватии (2): 2012/13, 2019/20
- Бронзовый призёр чемпионата Югославии: 1952

### Хронология названий
- 1914: «Виктория»
- 1919: «Железничар»
- 1941: ХЖШК
- 1945: «Локомотива»
- 1946: «Црвена Локомотива»
- 1947: «Локомотива»

## Выступления в еврокубках
| Сезон   | Турнир              | Раунд                         | Соперник                    | Дома | В гостях | Общий счёт |  |
| 2013/14 | Лига Европы УЕФА    | Второй квалификационный раунд | Динамо (Минск)              | 2:3  | 2:1      | 4:4(г)     |  |
| 2015/16 | Лига Европы УЕФА    | Первый квалификационный раунд | Эйрбас                      | 2:2  | 3:1      | 5:3        |  |
| 2015/16 | Лига Европы УЕФА    | Второй квалификационный раунд | ПАОК                        | 2:1  | 0:6      | 2:7        |  |
| 2016/17 | Лига Европы УЕФА    | Первый квалификационный раунд | Унио Эспортива Санта-Колома | 4:1  | 3:1      | 7:2        |  |
| 2016/17 | Лига Европы УЕФА    | Второй квалификационный раунд | РоПС                        | 3:0  | 1:1      | 4:1        |  |
| 2016/17 | Лига Европы УЕФА    | Третий квалификационный раунд | Ворскла                     | 0:0  | 3:2      | 3:2        |  |
| 2016/17 | Лига Европы УЕФА    | Раунд плей-офф                | Генк                        | 2:2  | 0:2      | 2:4        |  |
| 2020/21 | Лига чемпионов УЕФА | Второй квалификационный раунд | Рапид (Вена)                | 0:1  | -        | 0:1        |  |
| 2020/21 | Лига Европы УЕФА    | Третий квалификационный раунд | Мальмё                      | -    | 0:5      | 0:5        |  |

## Стадион

Прежний логотип «Локомотивы»

Футболисты «Локомотивы» выступают на стадионе «Краньчевичева». Вместимость этой арены составляет 8850 зрителей. Также этот стадион является домашним для футбольного клуба «Загреб» который выступает в четвёртой лиге Хорватии.